# Team Nippo/2012
Deze pagina geeft een overzicht van de Nippo-wielerploeg in 2012.

## Algemeen
Algemeen manager: Hiroshi Daimon
Ploegleiders: Fabrizio Fabbri, Ken Hashikawa, Alberto Elli, Andrea Tonti
Fietsmerk: De Rosa

## Renners
| Naam                       | Geboortedatum | Nationaliteit | Ploeg 2011                   |
| -------------------------- | ------------- | ------------- | ---------------------------- |
| Julián Arredondo           | 30-07-1988    | Colombia      | Neo                          |
| Fortunato Baliani          | 06-07-1974    | Italië        |                              |
| Simone Campagnaro          | 31-05-1986    | Italië        |                              |
| Henry Frusto               | 14-04-1986    | Italië        |                              |
| Vincenzo Garofolo          | 05-08-1982    | Italië        | Matrix Powertag              |
| Tomohiro Hayakawa          | 02-01-1990    | Japan         | Aisan Racing Team            |
| Ryohei Komori              | 26-09-1988    | Japan         |                              |
| Hideto Nakane              | 02-05-1990    | Japan         | Team Eurasia-Fondriest Bikes |
| Mauro Richeze              | 07-12-1985    | Argentinië    | Ora Hotels-Carrera           |
| Maximiliano Richeze        | 07-03-1983    | Argentinië    |                              |
| Kenichi Sakakibara         | 02-11-1991    | Japan         | Team Eurasia-Fondriest Bikes |
| Junya Sano                 | 03-11-1988    | Japan         |                              |
| Antonio Testa (vanaf 16-5) | 05-05-1984    | Italië        | Neo                          |
| Kohei Uchima               | 08-11-1988    | Japan         |                              |
| Aleksandr Zdanov           | 18-01-1985    | Rusland       |                              |

## Overwinningen
| Ronde van Mendoza 2e etappe: Maximiliano Richeze 6e etappe: Mauro Richeze 7e etappe: Maximiliano Richeze 9e etappe: Maximiliano Richeze Pan-Amerikaanse kampioenschappen Wegrit, Elite: Maximiliano Richeze Ronde van Korea 1e etappe: Mauro Richeze Ronde van Japan 2e etappe: Maximiliano Richeze 3e etappe: Julián Arredondo 4e etappe: Fortunato Baliani Eindklassement: Fortunato Baliani Bergklassement: Julián Arredondo | Ronde van Kumano 1e etappe: Maximiliano Richeze 2e etappe: Fortunato Baliani 3e etappe: Mauro Richeze Eindklassement: Fortunato Baliani Puntenklassement: Maximiliano Richeze Bergklassement: Julián Arredondo Ronde van Servië 1e etappe: Maximiliano Richeze 4e etappe: Fortunato Baliani 5e etappe: Maximiliano Richeze 6e etappe: Maximiliano Richeze Puntenklassement: Maximiliano Richeze Bergklassement: Fortunato Baliani | Ronde van Venezuela 1e etappe: Maximiliano Richeze 7e etappe: Maximiliano Richeze 8e etappe: Maximiliano Richeze 10e etappe: Maximiliano Richeze Puntenklassement: Maximiliano Richeze Ronde van Guadeloupe 4e etappe: Simone Campagnaro Bergklassement: Simone Campagnaro Ronde van Hokkaido 2e etappe: Maximiliano Richeze 3e etappe: Maximiliano Richeze Eindklassement: Maximiliano Richeze Puntenklassement: Maximiliano Richeze |

2008 · 2009 · 2010 · 2011 · 2012 · 2013 · 2014 · 2015 · 2016